# Calomyscus
Calomyscus é um gênero de roedores encontrados no Oriente Médio, o único gênero da familía Calomyscidae.

## Espécies
- Calomyscus bailwardi Thomas, 1905
- Calomyscus baluchi Thomas, 1920
- Calomyscus elburzensis Goodwin, 1938
- Calomyscus grandis Schlitter e Setzer, 1973
- Calomyscus hotsoni Thomas, 1920
- Calomyscus mystax Kashkarov, 1925
- Calomyscus tsolovi Peshev, 1991
- Calomyscus urartensis Vorontsov, Kartavtseva, Potapova, 1979